# Nu (popolo)
I nu (in cinese: 怒族; in pinyin: nù zú) sono uno dei 56 gruppi etnici riconosciuti ufficialmente dalla Repubblica popolare cinese.
La popolazione nu, composta da circa 27.000 persone, è divisa nei sottogruppi del nord, del centro e del sud. Abitano principalmente nella prefettura autonoma lisu di Nujiang, situata nella parte nord-ovest della provincia cinese dello Yunnan, ai confini con il Tibet. È una regione di alta montagna ricca di minerali, attraversata dai fiumi Lancang (nome cinese del Mekong) e Nù Jiāng (nome cinese del Saluen). Il nome nu proviene proprio dal fiume Nu (lett. Nù = arrabbiato, Jiāng = fiume). Il 90% dei nu è stanziato nelle regioni di Gongshan, Fugong, Lanping e Bijiang insieme ad altre minoranze etniche come i derung, i lisu, i tibetani, i bai e i naxi. C'è anche una piccola comunità di nu nella regione di Weixi, nella Prefettura Autonoma Tibetana Diqing, e nella regione di Zayu, nella Regione Autonoma del Tibet, vicino alle frontiere con lo Yunnan.
I nu non possiedono un proprio linguaggio scritto, il governo cinese ha recentemente fatto scrivere documenti nu utilizzando l'alfabeto latino.

## Stile di vita
I nu costruiscono le loro case nei pressi delle montagne con aste di bambù o preferibilmente con listoni di legno, che garantiscono maggiore resistenza. Le case hanno due piani: il piano sotto funge da granaio e da stalla, mentre quello superiore, dove vivono le famiglie, è suddiviso in un'area interna ed una esterna: la prima è la camera da letto, mentre la seconda viene usata come cucina e stanza degli ospiti.
L'agricoltura è la principale occupazione dei nu. Vengono piantati alberi e bambù per rifornirsi di materiale da costruzione, vengono coltivati mais, grano, orzo, patate, ignami e fagioli. Il raccolto è relativamente scarso, in quanto non vengono adoperati fertilizzanti e si usano tecniche di coltura obsolete. Altre fonti di sussistenza dei nu sono rappresentate dalla caccia e dalla pesca.

### Abiti
I vestiti di tela sono i più comuni sia per i maschi che per le femmine. I vestiti femminili sono generalmente fatti di cotone con le maniche abbottonate sul bordo esterno sinistro. Le ragazze giovani portano spesso i grembiuli sopra le loro tuniche. Alcune portano ornamenti intorno alla testa composti da coralli, agate, e decorazioni d'argento.

## Religione e cultura
La religione principale è il Buddhismo tibetano tra i gruppi del nord, mentre tra i gruppi meridionali e centrali è più diffuso l'Animismo tribale. Di recente, una piccola minoranza dei gruppi del sud si è convertita al Cristianesimo.
Una delle principali celebrazioni nu è la festa tribale delle fate dei fiori, che si tiene soprattutto nei villaggi dell'area di Gongshan. Ha luogo secondo il calendario lunare cinese, dura tre giorni ed è basata su un'antica leggenda riguardante gli straripamenti del fiume Nu. Secondo tale leggenda, una ragazza chiamata A-Rong, ispirata dalla tela di un ragno, creò un ponte di corde, su cui si poteva attraversare il fiume comodamente. Attratto dalla bellezza di A-Rong, il capo della tribù Hou provò a obbligarla a sposarlo più volte, ma la ragazza rifiutò e scappò sulle montagne, dove si trasformò in una statua di pietra. Per onorarla, il popolo nu celebra la festa delle fate ogni anno il 15 marzo.
Quando sta per arrivare la festa, tutti raccolgono mazzolini di azalee da offrire alla fata della caverna. Dopo la cerimonia, la gente brinda nelle case, e tutti indossano il loro migliore costume tradizionale. Si riuniscono poi insieme all'aria aperta, cantando, ballando, e raccontando storie. Si fanno anche giochi con un pallone simili al calcio, e gare di tiro con l'arco.
Un'altra festa è quella di Jijilamu, la festa di primavera, che dura circa 15 giorni tra la luna piena di dicembre e quella di gennaio. È celebrata soprattutto dai nu che vivono nelle zone di Bijiang, Fugong, Gongshan, Lanping e Weixi.
Il Losar, capodanno tibetano, è celebrato soprattutto dai nu buddhisti tibetani. Alla vigilia della festa, le famiglie di ogni villaggio uccidono i maiali, preparano ravioli di riso, del vino e puliscono i cortili, similmente al Capodanno cinese. La sera di Capodanno, prima di mangiare, mettono mais e piatti di cibo su un barbecue a tre piedi. Sulla cima del tre piedi, vengono posizionate tre tazze e tre pezzi di carne, poi i membri della famiglia, sia giovani che anziani, pregano affinché ci siano buoni raccolti e un bestiame forte l'anno seguente.